# 10 карбованців «Ігри XXII Олімпіади в Москві (Велоспорт)»
Ігри XXII Олімпіади в Москві (Велоспорт) (рос. Игры XXII Олимпиады в Москве (Велоспорт)) — срібна ювілейна монета СРСР вартістю 10 карбованців, випущена 1 січня 1978 року. Монета присвячена XXII Літнім Олімпійським іграм у Москві, які відбулися з 19 липня по 3 серпня 1980 року — це були перші в історії Олімпійські ігри на території Східної Європи, а також перші Олімпійські ігри, проведені в соціалістичній країні. Частина змагань Олімпіади-1980 проводилася в інших містах Радянського Союзу, а саме: вітрильні регати стартували в Талліні; попередні ігри і чвертьфінали футбольного турніру відбулися в Києві, Ленінграді та Мінську; змагання з кульової стрільби пройшли на стрільбищі «Динамо» в підмосковних Митищах. Ігри відомі тим, що понад 50 країн бойкотували Олімпіаду в зв'язку з введенням в 1979 році радянських військ в Афганістан. Деякі спортсмени з країн, що бойкотували Ігри, все ж приїхали в Москву і виступали під олімпійським прапором. Цей бойкот став однією з основних причин відповідного бойкоту Радянським Союзом та низкою його союзників наступних літніх Олімпійських ігор у Лос-Анджелесі в 1984 році.

## Історія
У 1977—1980 роках на честь Олімпіади-80, що проходила в Москві, були викарбувані перші монети з дорогоцінних металів. В обіг була випущена серія з 39 пам'ятних монет зі срібла, золота і платини, які були на міжнародному нумізматичному ринку дуже популярними. Випуск цих монет привернув увагу широкого кола нумізматів у всьому світі. Монети зі срібла (28 монет) номіналом 5 і 10 карбованців були об'єднані в шість серій: «Географічна серія», «Швидше», «Вище», «Сильніше», «Спорт і грація», «Народні види спорту». На монетах із золота номіналом 100 карбованців (6 монет) зображені різні спортивні споруди, види спорту й пам'ятки міст СРСР, у яких відбулися Ігри. Вперше в практиці випуску пам'ятних олімпійських монет в СРСР на честь Ігор XXII Олімпіади в Москві було випущено 5 пам'ятних монет з платини номіналом 150 карбованців. Олімпійська серія мала великі для монет з дорогоцінних металів тиражі (від 40 тисяч штук платинових монет до 450 тисяч срібних).
Монети карбувалися на Санкт-Петербурзькому монетному дворі (ЛМД).

## Опис та характеристики монети
| Номінал крб. | Метал  | Маса грам | Діаметр мм. | Гурт                           | Тираж штук                   |
| ------------ | ------ | --------- | ----------- | ------------------------------ | ---------------------------- |
| 10           | срібло | 33,3      | 39          | гладкий із заглибленим написом | 226,504 (анц) 118,353 (пруф) |

### Аверс
Зверху герб СРСР з 15 витками стрічки, ліворуч від нього літери «СС», праворуч «СР», нижче подвійна риса, під нею позначення номіналу монети цифра «10» і нижче слово «РУБЛЕЙ».

### Реверс
Зліва і зверху уздовж канта слова «ИГРЫ XXII ОЛИМПИАДЫ», праворуч розділені крапкою слово «МОСКВА» і рік проведення XXII Олімпіади «1980», ліворуч емблема XXII Олімпійських ігор, в середині велосипедист, за ним велотрек в Крилатському, під велосипедистом праворуч монограма монетного двору «ЛМД», знизу у канта рік випуску монети «1978».

### Гурт
Рубчастий (300 рифлень).

## Автори
- Художник: В. А. Єрмаков
- Скульптор: С. М. Іванов